# 钱瑟勒 (南达科他州)
钱瑟勒（英語：Chancellor），是美国南达科他州下属的一座城市。根据2010年美国人口普查，该市有人口265人。论人口在本州排行第163。